# Route européenne 461
Pour les articles homonymes, voir E461 et Route 461.
La route européenne 461 est une route reliant Svitavy à Vienne.